# Охорона здоров'я
Охорона здоров'я — галузь суспільної діяльності, метою якої є надання медичного обслуговування. Системи охорони здоров’я охоплюють різноманітні установи та процеси, які відрізняються від однієї країни до іншої під впливом таких чинників, як культура, політичне середовище, економічні можливості й історичний контекст. Однак основною метою системи охорони здоров’я є покращення здоров’я та якості життя осіб і громад шляхом надання своєчасної, ефективної та якісної медичної допомоги.

## Цілі системи охорони здоров'я
Cистема охорони здоров’я повинна прагнути досягти наступних цілей:
- Універсальний доступ: забезпечення того, щоб усі люди, незалежно від їхнього соціально-економічного походження, мали доступ до основних медичних послуг.
- Високоякісна медична допомога: надання безпечної та ефективної медичної допомоги, заснованої на доказах, яка відповідає потребам і очікуванням пацієнтів.
- Економічна ефективність і стійкість: забезпечення надання медичних послуг у спосіб, який є фінансово стійким і забезпечує оптимальне співвідношення ціни та якості.
- Догляд, орієнтований на пацієнта: надання пацієнтам можливості приймати обґрунтовані рішення щодо свого здоров’я та виховання культури спільного прийняття рішень між пацієнтами та постачальниками медичних послуг.
- Профілактика та зміцнення здоров’я: сприяння здоровій поведінці та звичкам, зменшення факторів ризику захворювання та звернення до соціальних детермінант здоров’я з метою запобігання хворобам і покращення здоров’я населення.
- Постійне вдосконалення та інновації: впровадження нових технологій, методів і процесів для підвищення якості, ефективності та результативності надання медичних послуг. (Див. Перспективні технології)
- Справедливість у здоров’ї: зменшення розбіжностей у показниках здоров’я та доступі до медичної допомоги між різними групами населення.

Оптимізація систем охорони здоров’я має вирішальне значення для досягнення вищезазначених цілей, а також для забезпечення загального добробуту суспільства.

## Принципи системи охорони здоров'я
Cистема охорони здоров’я – це система, яка надає комплексну, високоякісну та доступну допомогу всім людям, одночасно сприяючи рівності в здоров’ї та забезпечуючи стійкість розвитку країни в цілому. В основі такої системи лежать такі принципи:

### Універсальний доступ
Ідеальна система охорони здоров’я гарантує, що всі люди, незалежно від їхнього соціально-економічного статусу, раси, етнічного чи географічного розташування, мають доступ до основних медичних послуг. Це включає в себе профілактичну допомогу, первинну медичну допомогу, невідкладну допомогу, спеціалізовану допомогу, служби психічного здоров'я та довгостроковий догляд.

### Високоякісний догляд
Система охорони здоров’я має надавати допомогу, яка базується на доказах, є безпечною, ефективною, своєчасною та відповідає потребам кожної людини. Високоякісний догляд передбачає постійний професійний розвиток, міждисциплінарну співпрацю та використання клінічних рекомендацій і найкращих практик для досягнення оптимальних результатів для здоров’я.

### Економічна ефективність і стійкість
Cистема охорони здоров’я врівноважує потребу у високоякісному обслуговуванні з необхідністю стримування витрат та ефективного розподілу ресурсів. Це включає заохочення економічно ефективних втручань, зменшення марнотратства та неефективності, а також забезпечення фінансової стійкості витрат на охорону здоров’я в довгостроковій перспективі.

### Догляд, орієнтований на пацієнта
Послуги охорони здоров’я мають бути пристосовані для задоволення унікальних потреб, уподобань і цінностей кожного окремого пацієнта. Це передбачає спільне прийняття рішень, чітку комунікацію, культурну компетентність і зосередженість на автономії та гідності пацієнта. (див. також Персоналізована медицина)

### Профілактика та зміцнення здоров'я
Система охорони здоров’я наголошує на важливості профілактики та зміцнення здоров’я для покращення загального стану здоров’я та попередження розвитку захворювань, чи запобігання їх прогресування та ускладнень. Це включає інвестування в ініціативи громадського здоров’я, медичну освіту та програми раннього виявлення та скринінгу.

### Постійне вдосконалення та інновації
Прагнення до постійного вдосконалення та інновацій має вирішальне значення для ідеальної системи охорони здоров’я, щоб адаптуватися до мінливих потреб і нових викликів. Це вимагає постійних досліджень, оцінки та впровадження нових технологій, методів та протоколів лікування та моделей догляду для покращення надання послуг та результатів для пацієнтів. (Див. також: Перспективні технології, Прискорення змін, Технологічна сингулярність, Удосконалення людини)

### Справедливість у сфері охорони здоров'я
Cистема охорони здоров’я сприяє забезпеченню рівності в охороні здоров’я, враховуючи соціальні детермінанти здоров’я та зменшуючи розбіжності в доступі, якості та результатах для маргіналізованих і недостатньо охоплених груп населення. Це передбачає цільове втручання, залучення громади та розробку політики, яка сприятиме соціальній справедливості та рівним можливостям для всіх людей для досягнення повного потенціалу здоров’я.
Дотримуючись цих принципів, ідеальна система охорони здоров’я прагне оптимізувати здоров’я та благополуччя всіх людей, одночасно забезпечуючи доступність, ефективність і стійкість послуг для майбутніх поколінь.

## Компоненти системи охорони здоров'я
Система охорони здоров’я, зазвичай, складається з різних взаємопов’язаних компонентів, які функціонують разом, щоб надавати комплексну, високоякісну та доступну допомогу всім людям. Ці компоненти охоплюють широкий спектр аспектів, включаючи надання послуг, інфраструктуру, робочу силу та політику.

### Первинна медична допомога
Первинна медична допомога є основою системи охорони здоров’я, надаючи основні послуги, такі як зміцнення здоров’я, профілактика захворювань, діагностика та лікування звичайних захворювань. Це перша точка контакту для пацієнтів і забезпечує безперервність лікування. В Україні в рамках первинної медичної допомоги пацієнтів консультує сімейний лікар.   

### Вторинна та третинна допомога
Вторинна (спеціалізована) медична допомога включає спеціалізовані послуги, що надаються медичними спеціалістами, такими як кардіологи чи офтальмологи, часто після направлення від первинної медичної допомоги. Третинна (високоспеціалізована) медична допомога належить до вузькоспеціалізованих і складних медичних послуг, як-от трансплантація органів чи нейрохірургічні операції, які зазвичай пропонуються у великих лікарнях або спеціалізованих центрах.

### Невідкладна допомога
Невідкладна (швидка, екстрена) допомога є життєво важливою складовою системи охорони здоров’я, яка забезпечує оперативне надання медичної допомоги пацієнтам із невідкладними та загрозливими для життя станами. Це включає відділення невідкладної допомоги, станції та пункти швидкої допомоги, лікарів та персонал швидкої допомоги та автомобілі швидкої допомоги.

### Охорона психічного здоров'я
Охорона психічного здоров’я зосереджена на профілактиці, діагностиці, лікуванні та лікуванні розладів психічного здоров’я. Система охорони здоров’я забезпечує доступність послуг психічного здоров’я на всіх рівнях, від первинної медичної допомоги до спеціалізованої психіатричної допомоги у психіатричних закладах.

### Медична реабілітація
Послуги медичної реабілітації спрямовані на фізичні, психологічні та соціальні потреби осіб з травмам, хронічними захворюваннями або обмеженими можливостями, щоб допомогти їм відновити або зберегти свої функціональні здібності та покращити якість життя. Реабілітаційні послуги охоплюють широкий спектр втручань, включаючи фізіотерапію, фізичну терапію, регенеративну медицину, санітарно-курортне лікування, психологічну підтримку, психотерапію, мануальну терапію, адаптивний спорт, ерготерапію, логопедію, протезування, ортезування та допоміжні пристрої, і спеціальну освіту.

### Охорона здоров'я матері та дитини
Охорона здоров'я матері та дитини зосереджена на здоров'ї та добробуті жінок, немовлят та дітей, надаючи такі послуги, як допологовий догляд, пологи,  післяпологовий догляд, планування сім'ї, імунізація та програми раннього розвитку дітей. Задовольняючи унікальні потреби матерів і дітей у сфері охорони здоров’я, ці послуги сприяють покращенню загальних показників здоров’я населення, зменшенню диспропорцій і покращенню якості життя.

### Геріатрична допомога
Геріатрична допомога спрямована на задоволення унікальних потреб у лікуванні людей похилого віку. Це включає в себе профілактичний догляд, лікування хронічних захворювань і надання послуг довгострокового догляду, таких як геріатричні пансіонати і догляд на дому.

### Паліативна допомога
Паліативна допомога спрямована на покращення якості життя пацієнтів із серйозними захворюваннями шляхом купірування болю та інших симптомів, надання емоційної та духовної підтримки, психоделічної психотерапії, а також полегшення спілкування та прийняття рішень між пацієнтами, сім’ями та медичними працівниками.

### Догляд за зубами
Стоматологічна допомога охоплює профілактику, діагностику та лікування хвороб та патологічних станів ротової порожнини, включаючи регулярні стоматологічні огляди, профілактичні заходи та відновлювальні процедури. Доступ до якісної стоматологічної допомоги є життєво важливим для підтримки гарного здоров’я ротової порожнини, що, у свою чергу, сприяє загальному добробуту, ефективній комунікації та здоровому харчуванню.

### Громадське здоров'я та профілактична медицина
Служби громадського здоров’я та профілактичні послуги відіграють вирішальну роль в системі охорони здоров’я, зосереджуючись на втручаннях на рівні населення для запобігання захворюванням, зміцнення здоров’я та захисту суспільства від загроз здоров’ю. Ці послуги включають програми імунізації, контроль інфекційних захворювань, профілактику хронічних захворювань, медичну освіту та громадські ініціативи щодо охорони здоров’я. Усуваючи причини, що лежать в основі поганого здоров’я та невідповідності у стані здоров’я, медичні та профілактичні послуги сприяють загальному добробуту населення та зменшують навантаження на системи охорони здоров’я. Цей компонент також передбачає зусилля з підвищення обізнаності, надання інформації та заохочення до зміни поведінки для покращення результатів здоров’я та зменшення ризиків для здоров’я, зосереджуючись на таких сферах, як харчування, фізична активність, психічне благополуччя тощо.

### Біомедична інженерія та біомедицина
Біомедична інженерія – це міждисциплінарна галузь інженерії та технології, яка поєднує біомедичні науки з інженерними принципами. Ця дисципліна охоплює широкі сфери, де біомедичні інженери залучені в медицину, регенеративну медицину та суміжні галузі, а також у розробку кращих продуктів і послуг. Дисципліна біомедичної інженерії - це швидкозмінна, міждисциплінарна сфера, що охоплює медицину, біологію, хімію, інженерію, нанотехнології та біоінформатику. Біоінженери розробляють інноваційні медичні гаджети, вакцини, засоби боротьби з хворобами, біологічні тканини з клітин та каркасів, робототехніку та алгоритми, які зміцнюють здоров’я людей у всьому світі. Використання концепцій біомедичної інженерії призначене для вирішення проблем охорони здоров’я.
Біомедицина є важливим компонентом сучасної охорони здоров’я, застосовуючи наукові принципи для розуміння хвороб, їх механізмів і варіантів лікування. Поєднуючи біологію, генетику, біохімію та технології, біомедицина відіграє ключову роль у медичних дослідженнях, розробці ліків та персоналізованих рішеннях для охорони здоров’я.

### Альтернативна медицина
Альтернативна медицина охоплює різноманітні практики охорони здоров’я, методи лікування та продукти, які зазвичай не вважаються частиною традиційної медицини, наприклад акупунктура, хіропрактика, натуропатія, остеопатія, фітотерапія та інші. Методи та практики альтернативної медицини можуть використовуватись додатково до традиційного лікування (див. Інтегративна медицина) або замість них. Зростаючий інтерес до альтернативної медицини відображає бажання пацієнтів і постачальників медичних послуг досліджувати різні підходи до здоров’я та благополуччя, часто наголошуючи на цілісному догляді та профілактиці.

### Телемедицина та цифрове здоров'я
Телемедицина та цифрові технології охорони здоров’я дозволяють проводити дистанційні консультації, моніторинг та лікування пацієнтів, розширюючи доступ до медичної допомоги та підвищуючи ефективність надання медичної допомоги. Ці інновації покращують доступ до медичної допомоги, особливо для тих груп населення, які недостатньо забезпечені послугами, і тих, хто проживає в сільській чи віддалених районах, а також підвищують ефективність надання медичної допомоги. Цифрові технології охорони здоров’я, такі як електронні медичні записи, мобільні програми охорони здоров’я та пристрої телемоніторингу, надають пацієнтам і постачальникам медичних послуг інформацію в режимі реального часу та дані на основі даних, щоб приймати інформовані рішення щодо догляду та сприяти кращим результатам для здоров’я.

### Медична освіта
Медична освіта є важливою складовою системи охорони здоров'я. Вона охоплює весь процес навчання та підготовки медичних працівників, включаючи лікарів, медсестер та суміжних медичних працівників, для надання високоякісної допомоги пацієнтам. Медична освіта відіграє життєво важливу роль у забезпеченні того, щоб медичні працівники володіли необхідними знаннями, навичками та компетенціями для задоволення змінних потреб системи охорони здоров’я та населення, яке вона обслуговує.
Деякі ключові аспекти медичної освіти включають:
- Середня медична освіта: заклади середньої медчної освіти навчають і тренують медсестер, фельдшерів, парамедиків та інші спеціальності, залежно від країни, задля надання високоякісної допомоги пацієнтам.
- Вища медична освіта: цей етап передбачає початкову підготовку студентів-медиків, яка зазвичай веде до отримання медичної освіти (наприклад, Лікар-спеціаліст, MD, MBBS або DO). Вона охоплює знання з фундаментальних і клінічних наук, розвиток клінічних навичок і ранній доступ до догляду за пацієнтами через клінічні ротації.
- Первинне підвищення кваліфікації (інтернатура, ординатура, резидентура): після закінчення вищої медичної освіти лікарі проходять подальше навчання за обраною спеціальністю за програмами. Цей етап передбачає клінічну практику під наглядом, де лікарі розвивають передові знання, навички та компетенції, необхідні для незалежної практики у відповідних галузях.
- Післядипломна медична освіта: для тих, хто проходить спеціальну підготовку, стипендії забезпечують додаткову освіту та навчання в певній галузі знань у межах спеціальності. Стипендії представляють просунутий рівень медичної освіти, розроблений для лікарів, які завершили навчання в ординатурі та прагнуть подальшої спеціалізації в обраній галузі. Ці програми пропонують поглиблену освіту та практичне навчання, щоб допомогти лікарям набути досвіду в певній галузі своєї спеціальності, підвищуючи свої клінічні навички, знання та дослідницькі можливості. Стипендії можуть бути різними за тривалістю, як правило, від одного до трьох років, залежно від спеціальності та вимог програми.
- Безперервна медична освіта: щоб підтримувати свою професійну компетентність і бути в курсі останніх наукових досліджень і досягнень медицини, медичні працівники беруть участь у безперервній освіті протягом усієї своєї кар’єри. Ця діяльність включає конференції, семінари, онлайн-курси, майстер-класи, самоосвіту, наукову періодику та інші освітні можливості.
- Міжпрофесійна освіта: оскільки охорона здоров’я стає дедалі більш міждисциплінарною співпрацею, медична освіта також включає навчання міжпрофесійній співпраці, коли медичні працівники з різних дисциплін навчаються разом розвивати навички командної роботи та покращувати догляд за пацієнтами.

Медична освіта є ключовим компонентом системи охорони здоров’я, оскільки вона гарантує, що медичні працівники готові надавати пацієнтам високоякісну допомогу та сприяти постійному вдосконаленню та інноваціям у системі.
Лікарі-фахівці з обробки даних, які поєднують клінічні знання з навичками обробки даних, відіграють ключову роль у використанні великих даних і передових технологій для покращення охорони здоров’я, схвалення технологій і формування цифрової політики охорони здоров’я. Ці професіонали потребують широкого спектру компетенцій, включаючи розуміння даних про здоров’я, епідеміологію, біостатистику, біоінформатику, інформатику, структуру безперервного вдосконалення охорони здоров’я, виклики соціально-технічної системи та передові навички міждисциплінарного спілкування. Однак підготовка клініцистів-фахівців із обробки даних є складною через складність даних, швидкий розвиток методів аналітики та відсутність інтеграції в традиційну медичну освіту, отже, освітні системи в усьому світі потребують коригування навчальних програм, щоб підготуватися до майбутніх досягнень медицини в цифрову еру. (Див. також Доказова медицина)

### Працівники охорони здоров'я
Різноманітний і компетентний персонал охорони здоров’я, включаючи лікарів, медсестер, суміжних медичних працівників та адміністративний персонал, має важливе значення для надання високоякісної допомоги в системі охорони здоров’я. Постійне навчання та можливості професійного розвитку, міждисциплінарна співпраця та стратегії планування робочої сили гарантують, що медичні працівники готові відповідати потребам пацієнтів і спільнот, що постійно змінюються.

### Інфраструктура та заклади охорони здоров'я
Добре розвинена інфраструктура охорони здоров’я, включаючи лікарні, клініки, діагностичні центри та аптеки, забезпечує доступність та ефективність медичних послуг. Наявність і розповсюдження цих закладів відіграють вирішальну роль у вирішенні розбіжностей у здоров’ї та задоволенні потреб різних груп населення. Система охорони здоров’я інвестує в модернізацію та підтримку інфраструктури охорони здоров’я для підтримки надання медичної допомоги та врахування прогресу в медичних технологіях.

### Фінансування охорони здоров'я та розподіл ресурсів
Ссистема охорони здоров'я забезпечує стабільне фінансування та ефективний розподіл ресурсів. Це вимагає балансу між потребою у високоякісному лікуванні зі стримуванням витрат і справедливим розподілом послуг. Різні моделі фінансування, механізми розподілу ресурсів і структури оплати для постачальників медичних послуг сприяють фінансовій стабільності та ефективності системи. Завдяки пріоритетності медичної допомоги на основі цінностей та інвестуванню в профілактику та зміцнення здоров’я (див. Валеологія, Здоровий спосіб життя) система охорони здоров’я може оптимізувати результати здоров’я населення та зменшити власні довгострокові витрати.

### Політика охорони здоров'я та управління
Ефективна політика охорони здоров’я та структури управління є ключовими для керівництва розробкою, впровадженням та оцінкою програм охорони здоров’я та забезпечення того, щоб система реагувала на потреби населення. Це включає встановлення та впровадження стандартів якості та безпеки, залучення зацікавлених сторін до процесів прийняття рішень та сприяння прозорості та підзвітності. Система охорони здоров’я сприяє міжнародній співпраці та інноваціям для вирішення спільних проблем охорони здоров’я та постійного покращення здоров’я та добробуту населення.

## Етапи розвитку охорони здоров'я
- Наказова медицина
- Земська медицина
- Міська медицина

## Форми організації системи охорони здоров'я

### Бевериджівська концепція
Пріоритетне значення у фінансуванні охорони здоров'я мають кошти державного та місцевих бюджетів (50–90%). Застосовується у Великій Британії, Ірландії, Данії, Португалії, Італії, Іспанії, Греції.

### Бюджетно-страхова (бісмарківська) концепція
Фінансування охорони здоров'я відбувається переважно за рахунок коштів страхових фондів, створених державою за принципами соціального страхування (обов'язковість та солідарність).

### Приватна система (приватно-страхова, ринкова, платна, американська модель)
В основі має фінансування медичних послуг за рахунок коштів громадян та суб'єктів господарювання безпосередньо або через систему приватних страхових фондів.

### Книги
- Серія книг New Paradigms in Healthcare (Springer Nature, 2023)
- Серія книг Advances in Smart Healthcare Technologies (Routledge, 2022-2023+)
- Серія книг Analytics and AI for Healthcare (Routledge, 2023-2024+)
- Beneduce, Chiara; Bertolaso, Marta (2022). Personalized medicine in the making: philosophical perspectives from biology to healthcare. Cham: Springer. ISBN 978-3-030-74804-3.
- Stano, Miron; Goodman, Allen C. (2017). The economics of health and health care (вид. 8th edition, International edition). New York, NY. ISBN 978-1-138-20805-6.
- World Health Organization (2000). Health systems: improving performance. Geneva. ISBN 978-92-4-156198-3.

### Журнали
- The Lancet
- Health Affairs
- Advanced Healthcare Materials
- Medical Care
- The Milbank Quarterly
- Annals of Internal Medicine
- Journal of Healthcare Management
- The New England Journal of Medicine
- The British Medical Journal (BMJ)
- The Journal of the American Medical Association (JAMA)
- Healthcare (Switzerland)
- Healthcare quarterly (Canada)
- Future Healthcare Journal
- Лікарська справа (журнал)
- Український медичний часопис
- Медична освіта (журнал)

### Статті
- Основи законодавства України про охорону здоров'я. Офіційний вебпортал парламенту України.
- Kruk Margaret E; Gage Anna D; Arsenault Catherine et al. (2018). High-quality health systems in the Sustainable Development Goals era: time for a revolution. The Lancet Global Health (англ.) 6 (11). с. e1196–e1252. doi:10.1016/S2214-109X(18)30386-3.